# Liste der württembergischen Militärverbände 1914 bis 1918

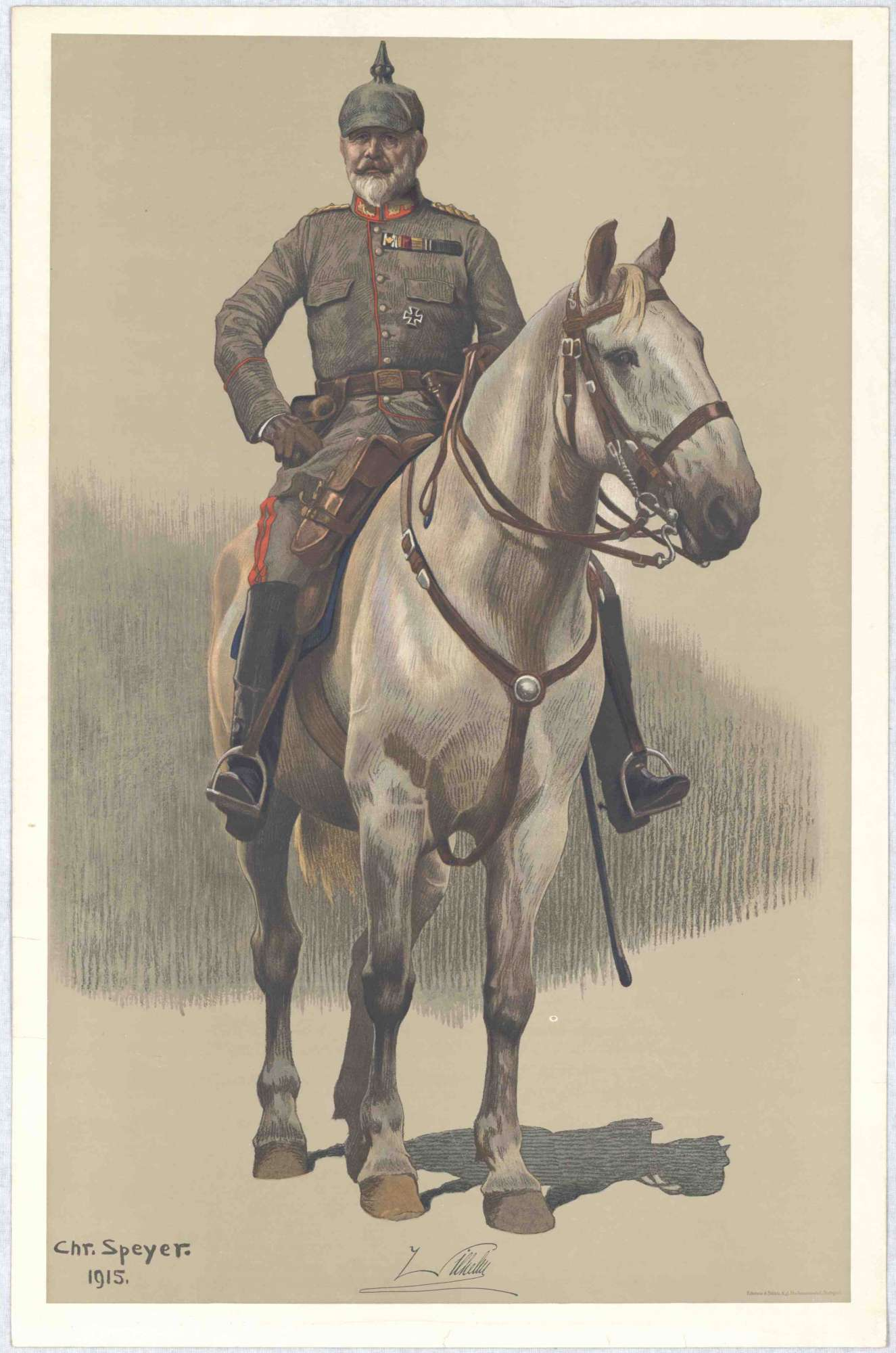
König Wilhelm II. von Württemberg als oberster württembergischer Kriegsherr 1915.

Die folgende Liste der Württembergischen Militärverbände gibt einen Überblick über alle Verbände ab Regiment der Streitkräfte des Königreiches Württemberg während des Ersten Weltkrieges, geordnet nach ihrer Art, einschließlich ihres Standortes, ihrer Gründung und ihrer Auflösung.

## Armeekorps
Mit der Militärkonvention von 1870 wurden die württembergischen Truppen Teil des Deutschen Reichsheeres. Sie wurden 1871 in einem Armeekorps zusammengefasst und in die preußische Nummerierung eingereiht. Während des Ersten Weltkrieges wurden die württembergischen Truppen nie als geschlossener Verband eingesetzt, sondern waren auf unterschiedliche Heeresgruppen oder Armeekorps verteilt.
| Name                                               | Standort        | Gründung / Aufstellung | Auflösung        | Bemerkungen |
| -------------------------------------------------- | --------------- | ---------------------- | ---------------- | ----------- |
| XIII. (Königlich Württembergisches) Armee-Korps    | Stuttgart       | Oktober 1871           | Nach Kriegsende. | –           |
| Württembergisches General-Kommando z. b. V. Nr. 64 | Kriegsformation | 5. Januar 1917         | Nach Kriegsende. | –           |

## Divisionen
Seit 1871 war die württembergische Armee in zwei Divisionen gegliedert. Mit Kriegsbeginn wurden im August 1914 zwei weitere Reservedivisionen mobilgemacht. Insgesamt waren während des Krieges acht weitere Divisionen aufgestellt.
| Infanteriedivisionen                         | Standort        | Gründung / Aufstellung | Auflösung        | Bemerkungen                                                                 |
| -------------------------------------------- | --------------- | ---------------------- | ---------------- | --------------------------------------------------------------------------- |
| 26. Division (1. Königlich Württembergische) | Stuttgart       | 18. Dezember 1871      | Nach Kriegsende. | –                                                                           |
| 27. Division (2. Königlich Württembergische) | Ulm             | 18. Dezember 1871      | Nach Kriegsende. | –                                                                           |
| 204. (Württembergische) Infanterie-Division  | Kriegsformation | Dezember 1916          | Januar 1919      | War 204. (Sächs-Württ.) Infanterie-Division.                                |
| 242. (Württembergische) Infanterie-Division  | Kriegsformation | 16. Januar 1917        | Nach Kriegsende. | –                                                                           |
| 243. (Württembergische) Infanterie-Division  | Kriegsformation | 1. April 1917          | Nach Kriegsende. | War 8. (Württ.) Ersatz-Division.                                            |
| Reservedivisionen                            | Standort        | Gründung / Aufstellung | Auflösung        | Bemerkungen                                                                 |
| 26. (Württembergische) Reserve-Division      | Kriegsformation | 2. August 1914         | Nach Kriegsende. | –                                                                           |
| 54. (Württembergische) Reserve-Division      | Kriegsformation | 26. August 1914        | 31. August 1918  | –                                                                           |
| Landwehrdivisionen                           | Standort        | Gründung / Aufstellung | Auflösung        | Bemerkungen                                                                 |
| 2. (Württembergische) Landwehr-Division      | Kriegsformation | 17. Dezember 1915      | Nach Kriegsende. | War preußische 2. Landwehr-Division.                                        |
| 7. (Württembergische) Landwehr-Division      | Kriegsformation | 14. April 1915         | Nach Kriegsende. | –                                                                           |
| 26. (Württembergische) Landwehr-Division     | Kriegsformation | 5. Januar 1917         | 7. Dezember 1918 | –                                                                           |
| Ersatzdivisionen                             | Standort        | Gründung / Aufstellung | Auflösung        | Bemerkungen                                                                 |
| 8. (Württembergische) Ersatz-Division        | Kriegsformation | 7. Februar 1917        | 1. April 1917    | War preußische 8. Ersatz-Division. Wurde 243. (Württ.) Infanterie-Division. |

## Brigaden

### Infanteriebrigaden
Zusätzlich zu den vier aktiven Infanteriebrigaden wurden während des Krieges sechs weitere aufgestellt. Gegen Ende des Krieges war jeweils eine Infanteriebrigade einer württembergischen Division unterstellt.
| Infanteriebrigaden                                     | Standort          | Gründung / Aufstellung                                  | Auflösung                                              | Bemerkungen                                                                          |
| ------------------------------------------------------ | ----------------- | ------------------------------------------------------- | ------------------------------------------------------ | ------------------------------------------------------------------------------------ |
| 51. Infanterie-Brigade (1. Königlich Württembergische) | Stuttgart         | 31. März 1817                                           | Nach Kriegsende.                                       | –                                                                                    |
| 52. Infanterie-Brigade (2. Königlich Württembergische) | Ludwigsburg       | 31. März 1817                                           | 26. Mai 1915                                           | –                                                                                    |
| 53. Infanterie-Brigade (3. Königlich Württembergische) | Seit 1849 in Ulm. | 31. März 1817                                           | Nach Kriegsende.                                       | –                                                                                    |
| 54. Infanterie-Brigade (4. Königlich Württembergische) | Ulm               | 31. März 1817                                           | 31. Januar 1917                                        | Wurde 242. (Württ.) Infanterie-Brigade.                                              |
| 242. (Württembergische) Infanterie-Brigade             | Kriegsformation   | 31. Januar 1917                                         | Nach Kriegsende.                                       | War 54. (Württ.) Infanterie-Brigade.                                                 |
| 247. (Württembergische) Infanterie-Brigade             | Kriegsformation   | 1. April 1917                                           | Nach Kriegsende.                                       | War 51. (Württ.) Ersatz-Infanterie-Brigade.                                          |
| 407. (Württembergische) Infanterie-Brigade             | Kriegsformation   | Erstmals 19. Juli 1916. Wiedererrichtet 5. Januar 1917. | Erstmals 3. September 1916. Endgültig nach Kriegsende. | War 1917 53. (Württ.) Landwehr-Infanterie-Brigade. Auch Brigade Württemberg genannt. |
| Reserveinfanteriebrigaden                              | Standort          | Gründung / Aufstellung                                  | Auflösung                                              | Bemerkungen                                                                          |
| 51. (Württembergische) Reserve-Infanterie-Brigade      | Kriegsformation   | 2. August 1914                                          | Nach Kriegsende.                                       | –                                                                                    |
| 52. (Württembergische) Reserve-Infanterie-Brigade      | Kriegsformation   | 2. August 1914                                          | Januar 1917                                            | –                                                                                    |
| 107. (Württembergische) Reserve-Infanterie-Brigade     | Kriegsformation   | 1. September 1914                                       | Nach Kriegsende.                                       | –                                                                                    |
| 108. (Württembergische) Reserve-Infanterie-Brigade     | Kriegsformation   | Herbst 1914                                             | Januar 1917                                            | –                                                                                    |
| Landwehrinfanteriebrigaden                             | Standort          | Gründung / Aufstellung                                  | Auflösung                                              | Bemerkungen                                                                          |
| 51. (Württembergische) Landwehr-Infanterie-Brigade     | Kriegsformation   | 2. August 1914                                          | Nach Kriegsende.                                       | Auch Brigade Frech genannt.                                                          |
| 52. (Württembergische) Landwehr-Infanterie-Brigade     | Kriegsformation   | 2. August 1914                                          | Nach Kriegsende.                                       | Auch Brigade Ferling genannt.                                                        |
| 53. (Württembergische) Landwehr-Infanterie-Brigade     | Kriegsformation   | 2. August 1914                                          | 5. Januar 1917                                         | Wurde 407. (Württ.) Infanterie-Brigade.                                              |
| 54. (Württembergische) Landwehr-Infanterie-Brigade     | Kriegsformation   | 23. Dezember 1915                                       | Nach Kriegsende.                                       | –                                                                                    |
| Ersatzinfanteriebrigaden                               | Standort          | Gründung / Aufstellung                                  | Auflösung                                              | Bemerkungen                                                                          |
| 51. (Württembergische) Ersatz-Infanterie-Brigade       | Kriegsformation   | 2. August 1914                                          | 1. April 1917                                          | Wurde 247. (Württ.) Infanterie-Brigade.                                              |

### Kavalleriebrigaden
Zu Friedenszeiten waren zwei aktive Kavalleriebrigaden aufgestellt. Mit Kriegsbeginn wurde eine davon aufgelöst und 1918 wieder aufgestellt. Die andere Kavalleriebrigade bestand bis 1918.
| Kavalleriebrigaden                                     | Standort                  | Gründung / Aufstellung                        | Auflösung                                 | Bemerkungen |
| ------------------------------------------------------ | ------------------------- | --------------------------------------------- | ----------------------------------------- | ----------- |
| 26. Kavallerie-Brigade (1. Königlich Württembergische) | Seit 1849 in Stuttgart.   | 31. März 1817                                 | Nach Kriegsende.                          | –           |
| 27. Kavallerie-Brigade (2. Königlich Württembergische) | Seit 1908 in Ludwigsburg. | Erstmals 31. März 1817. Wiedererrichtet 1918. | Erstmals 1914. Endgültig nach Kriegsende. | –           |

### Artilleriebrigaden
Zwei weitere Artilleriebrigaden wurden während des ersten Kriegsjahres aufgestellt und verstärkten die bereits bestehenden, aktiven Brigaden.  Bis Mitte 1917 wurden alle Artilleriebrigaden aufgelöst und Artilleriekommandeure gebildet, denen die Führung aller Artillerieverbände einer Division übertragen waren.
| Artilleriebrigaden                                                   | Standort        | Gründung / Aufstellung | Auflösung          | Bemerkungen                                       |
| -------------------------------------------------------------------- | --------------- | ---------------------- | ------------------ | ------------------------------------------------- |
| 26. Feldartillerie-Brigade (1. Königlich Württembergische)           | Ludwigsburg     | 1814                   | Mitte Februar 1917 | Wurde Württ. Artillerie-Kommandeur Nr. 26.        |
| 27. Feldartillerie-Brigade (2. Königlich Württembergische)           | Ulm             | 1. April 1899          | Mitte Februar 1917 | Wurde Württ. Artillerie-Kommandeur Nr. 27.        |
| 58. (Württembergische) Feldartillerie-Brigade                        | Kriegsformation | März 1915              | Mitte Februar 1917 | Wurde Württ. Artillerie-Kommandeur Nr. 58.        |
| Reserveartilleriebrigaden                                            | Standort        | Gründung / Aufstellung | Auflösung          | Bemerkungen                                       |
| 26. (Württembergische) Reserve-Feldartillerie-Brigade                | Kriegsformation | Frühjahr 1915          | Mitte Februar 1917 | Wurde Artillerie-Kommandeur Nr. 122.              |
| Artilleriestäbe                                                      | Standort        | Gründung / Aufstellung | Auflösung          | Bemerkungen                                       |
| Württembergischer General von der Artillerie Nr. 13                  | Kriegsformation | 18. Januar 1918        | Nach Kriegsende.   | War preußischer General von der Artillerie Nr. 13 |
| Württembergischer Kommandeur der Munitions-Kolonnen und Trains Nr. 6 | Kriegsformation | 5. Januar 1917         | Nach Kriegsende.   | –                                                 |

## Regimenter

### Infanterieregimenter
Zusätzlich zu den zehn aktiven Infanterieregimentern wurden im August 1914 zehn weitere mobilgemacht. Im Laufe des Krieges wuchs deren Anzahl stetig an, so dass am Ende des Krieges  36 im Felde standen.
| Infanterieregimenter                                                                                  | Standort                  | Gründung / Aufstellung | Auflösung           | Bemerkungen                                                   |
| --- | ------------------------- | ---------------------- | ------------------- | ------------------------------------------------------------- |
| Grenadier-Regiment Königin Olga (1. Württembergisches) Nr. 119                                        | Seit in 1859 Stuttgart.   | 1. Juni 1673           | Nach Kriegsende.    | –                                                             |
| Infanterie-Regiment Kaiser Wilhelm, König von Preußen (2. Württembergisches) Nr. 120                  | Seit 1898 in Ulm.         | 1. Juni 1673           | Nach Kriegsende.    | –                                                             |
| Infanterie-Regiment Alt-Württemberg (3. Württembergisches) Nr. 121                                    | Seit 1890 in Ludwigsburg. | 18. März 1716          | 30. April 1919      | –                                                             |
| Füsilier-Regiment Kaiser Franz Joseph von Österreich, König von Ungarn (4. Württembergisches) Nr. 122 | Seit 1883 in Heilbronn.   | 10. November 1806      | 30. April 1919      | –                                                             |
| Grenadier-Regiment König Karl (5. Württembergisches) Nr. 123                                          | Seit 1856 in Ulm.         | 7. Oktober 1799        | Nach Kriegsende.    | –                                                             |
| Infanterie-Regiment König Wilhelm I. (6. Württembergisches) Nr. 124                                   | Seit 1898 in Weingarten.  | 1. Juni 1673           | Nach Kriegsende.    | –                                                             |
| Infanterie-Regiment Kaiser Friedrich, König von Preußen (7. Württembergisches) Nr. 125                | Seit 1874 in Ulm.         | 25. Juni 1809          | 30. April 1919      | –                                                             |
| 8. Württembergisches Infanterie-Regiment Nr. 126 Großherzog Friedrich von Baden                       | Seit 1871 in Straßburg.   | 18. März 1716          | Nach Kriegsende.    | –                                                             |
| 9. Württembergisches Infanterie-Regiment Nr. 127                                                      | Ulm                       | 1. April 1897          | 30.04.1919          | –                                                             |
| 10. Württembergisches Infanterie-Regiment Nr. 180                                                     | Tübingen                  | 1. April 1897          | Dezember 1918       | –                                                             |
| Württembergisches Infanterie-Regiment Nr. 413                                                         | Kriegsformation           | 10. Juli 1916          | 19. Januar 1919     | War Württ. Infanterie-Regiment Stuttgart.                     |
| Württembergisches Infanterie-Regiment Nr. 414                                                         | Kriegsformation           | 16. Juli 1916          | Nach Kriegsende.    | War Württ. Infanterie-Regiment Ulm.                           |
| Württembergisches Infanterie-Regiment Nr. 475                                                         | Kriegsformation           | 19. Januar 1917        | Anfang Januar 1919  | –                                                             |
| Württembergisches Infanterie-Regiment Nr. 476                                                         | Kriegsformation           | Januar 1917            | 31. Dezember 1918   | –                                                             |
| Württembergisches Infanterie-Regiment Nr. 478                                                         | Kriegsformation           | 1. April 1917          | Nach Kriegsende.    | War Württ. Ersatz-Infanterie-Regiment Nr. 51.                 |
| Württembergisches Infanterie-Regiment Nr. 479                                                         | Kriegsformation           | 1. April 1917          | 9. Januar 1919      | War Württ. Ersatz-Infanterie-Regiment Nr. 52.                 |
| Württembergisches Infanterie-Regiment Nr. 627                                                         | Kriegsformation           | 11. Januar 1917        | 21. März 1917       | Nicht mobilgemachts Übungs-Regiment.                          |
| Württembergisches Infanterie-Regiment Stuttgart                                                       | Kriegsformation           | 10. Juni 1916          | 10. Juli 1916       | Wurde Württ. Infanterie-Regiment Nr. 413.                     |
| Württembergisches Infanterie-Regiment Ulm                                                             | Kriegsformation           | 10. Juni 1916          | 16. Juli 1916       | Wurde Württ. Infanterie-Regiment Nr. 414.                     |
| Gebirgsregimenter                                                                                     | Standort                  | Gründung / Aufstellung | Auflösung           | Bemerkungen                                                   |
| Württembergisches Gebirgs-Regiment Nr. 1                                                              | Kriegsformation           | 3. Mai 1918            | März 1919           | –                                                             |
| Reserveinfanterieregimenter                                                                           | Standort                  | Gründung / Aufstellung | Auflösung           | Bemerkungen                                                   |
| Württembergisches Reserve-Infanterie-Regiment Nr. 119                                                 | Kriegsformation           | 1893/94                | Mitte Dezember 1918 | –                                                             |
| Württembergisches Reserve-Infanterie-Regiment Nr. 120                                                 | Kriegsformation           | 1893/94                | 10. Januar 1919     | –                                                             |
| Württembergisches Reserve-Infanterie-Regiment Nr. 121                                                 | Kriegsformation           | 1893/94                | Mitte Januar 1919   | –                                                             |
| Württembergisches Reserve-Infanterie-Regiment Nr. 122                                                 | Kriegsformation           | 19. Juni 1915          | Ende Januar 1919    | –                                                             |
| Württembergisches Reserve-Infanterie-Regiment Nr. 246                                                 | Kriegsformation           | 5. September 1914      | 15. Dezember 1918   | –                                                             |
| Württembergisches Reserve-Infanterie-Regiment Nr. 247                                                 | Kriegsformation           | 5. September 1914      | Nach Kriegsende.    | –                                                             |
| Württembergisches Reserve-Infanterie-Regiment Nr. 248                                                 | Kriegsformation           | 5. September 1914      | Nach Kriegsende.    | –                                                             |
| Landwehrinfanterieregimenter                                                                          | Standort                  | Gründung / Aufstellung | Auflösung           | Bemerkungen                                                   |
| Württembergisches Landwehr-Infanterie-Regiment Nr. 119                                                | Kriegsformation           | 2. August 1914         | 12. Dezember 1918   | –                                                             |
| Württembergisches Landwehr-Infanterie-Regiment Nr. 120                                                | Kriegsformation           | 2. August 1914         | Mitte Dezember 1918 | –                                                             |
| Württembergisches Landwehr-Infanterie-Regiment Nr. 121                                                | Kriegsformation           | 3. August 1914         | Juli 1919           | –                                                             |
| Württembergisches Landwehr-Infanterie-Regiment Nr. 122                                                | Kriegsformation           | 2. August 1914         | 11. Dezember 1918   | –                                                             |
| Württembergisches Landwehr-Infanterie-Regiment Nr. 123                                                | Kriegsformation           | 2. August 1914         | 12. Dezember 1918   | –                                                             |
| Württembergisches Landwehr-Infanterie-Regiment Nr. 124                                                | Kriegsformation           | 1. April 1910          | 6. Dezember 1918    | –                                                             |
| Württembergisches Landwehr-Infanterie-Regiment Nr. 125                                                | Kriegsformation           | 1. April 1910          | 7. Dezember 1918    | –                                                             |
| Württembergisches Landwehr-Infanterie-Regiment Nr. 126                                                | Kriegsformation           | 16. März 1915          | Juli 1919           | –                                                             |
| Landsturminfanterieregimenter                                                                         | Standort                  | Gründung / Aufstellung | Auflösung           | Bemerkungen                                                   |
| Württembergisches Landsturm-Infanterie-Regiment Nr. 13                                                | Kriegsformation           | 30. Mai 1915           | Nach Kriegsende.    | –                                                             |
| Württembergisches Landsturm-Infanterie-Regiment Nr. 39                                                | Kriegsformation           | 22. August 1916        | 12. Juni 1918       | War preußisches Landsturm-Infanterie-Regiment von Schellerer. |
| Ersatzinfanterieregimenter                                                                            | Standort                  | Gründung / Aufstellung | Auflösung           | Bemerkungen                                                   |
| Württembergisches Ersatz-Infanterie-Regiment Nr. 51                                                   | Kriegsformation           | 19. Juli 1915          | 1. April 1917       | Wurde Württ. Infanterie-Regiment Nr. 478.                     |
| Württembergisches Ersatz-Infanterie-Regiment Nr. 52                                                   | Kriegsformation           | 19. Juli 1915          | 1. April 1917       | Wurde Württ. Infanterie-Regiment Nr. 479.                     |

### Kavallerieregimenter
1914 gab es vier Kavallerieregimenter. Es erfolgte kein geschlossener Einsatz der Verbände, sondern die einzelnen Schwadronen wurden auf verschiedene Divisionen aufgeteilt. Im Stellungskrieg übernahmen sie überwiegend Überwachungs- und Patrouillendienste in den rückwärtigen Gebieten oder wurden, nach Abgabe ihrer Pferde  als Infanteristen eingesetzt. Bei der Mobilmachung im August 1914 wurde noch ein Reserveregiment aufgestellt.
| Kavallerieregimenter                                         | Standort                        | Gründung / Aufstellung | Auflösung          | Bemerkungen |
| ------------------------------------------------------------ | ------------------------------- | ---------------------- | ------------------ | ----------- |
| Ulanen-Regiment König Karl (1. Württembergisches) Nr. 19     | Seit 1894 in Ulm und Wiblingen. | 25. August 1683        | 30. September 1919 | –           |
| Ulanen-Regiment König Wilhelm (2. Württembergisches) Nr. 20  | Seit 1872 in Ludwigsburg.       | 24. Juli 1809          | Dezember 1918      | –           |
| Dragoner-Regiment Königin Olga (1. Württembergisches) Nr. 25 | Seit 1852 in Ludwigsburg.       | 17. November 1813      | Mai 1919           | –           |
| Dragoner-Regiment König (2. Württembergisches) Nr. 26        | Seit 1894 in Stuttgart.         | 7. Dezember 1805       | Nach Kriegsende.   | –           |
| Reservekavallerieregimenter                                  | Standort                        | Gründung / Aufstellung | Auflösung          | Bemerkungen |
| Reserve-Dragoner-Regiment                                    | Kriegsformation                 | 2. August 1914         | Dezember 1918      | –           |

### Artillerieregimenter
Die württembergische Artillerie bestand 1914 aus vier aktiven Regimentern. Im August 1914 wurden zwei weitere planmäßig mobilgemacht. Die Anzahl der Regimenter erhöhte sich bis Kriegsende auf Dreizehn.
| Artillerieregimenter                                                                | Standort        | Gründung / Aufstellung | Auflösung           | Bemerkungen                                        |
| ----------------------------------------------------------------------------------- | --------------- | ---------------------- | ------------------- | -------------------------------------------------- |
| Feldartillerie-Regiment „König Karl“ (1. Württembergisches) Nr. 13                  | Ulm             | 22. Dezember 1873      | Dezember 1918       | –                                                  |
| 2. Württembergisches Feldartillerie-Regiment Nr. 29 Prinzregent Luitpold von Bayern | Ludwigsburg     | 1. März 1817           | Mai 1919            | –                                                  |
| 3. Württembergisches Feldartillerie-Regiment Nr. 49                                 | Ulm             | 1. April 1899          | Dezember 1918       | –                                                  |
| 4. Württembergisches Feldartillerie-Regiment Nr. 65                                 | Ludwigsburg     | 1. April 1899          | Dezember 1918       | –                                                  |
| Württembergisches Feldartillerie-Regiment Nr. 116                                   | Kriegsformation | 8. März 1915           | Dezember 1918       | –                                                  |
| Württembergisches Feldartillerie-Regiment Nr. 238                                   | Kriegsformation | 1. April 1916          | Januar 1919         | War Württ. Ersatz-Feldartillerie-Regiment Nr. 65.  |
| Württembergisches Feldartillerie-Regiment Nr. 281                                   | Kriegsformation | 22. September 1916     | Mitte Dezember 1918 | –                                                  |
| Württembergisches Fußartillerie-Regiment Nr. 13                                     | Kriegsformation | 22. Dezember 1917      | Nach Kriegsende.    | –                                                  |
| Reserveartillerieregimenter                                                         | Standort        | Gründung / Aufstellung | Auflösung           | Bemerkungen                                        |
| Württembergisches Reserve-Feldartillerie-Regiment Nr. 26                            | Kriegsformation | 2. August 1914         | Dezember 1918       | –                                                  |
| Württembergisches Reserve-Feldartillerie-Regiment Nr. 27                            | Kriegsformation | Mitte Mai 1916         | Januar 1919         | –                                                  |
| Württembergisches Reserve-Feldartillerie-Regiment Nr. 54                            | Kriegsformation | Ende August 1914       | 11. Januar 1919     | –                                                  |
| Landwehrartillerieregimenter                                                        | Standort        | Gründung / Aufstellung | Auflösung           | Bemerkungen                                        |
| Württembergisches Landwehr-Feldartillerie-Regiment Nr. 1                            | Kriegsformation | Mitte März 1915        | Juli 1919           | –                                                  |
| Württembergisches Landwehr-Feldartillerie-Regiment Nr. 2                            | Kriegsformation | Ende Mai 1915          | Dezember 1918       | –                                                  |
| Ersatzartillerieregimenter                                                          | Standort        | Gründung / Aufstellung | Auflösung           | Bemerkungen                                        |
| Württembergisches Ersatz-Feldartillerie-Regiment Nr. 65                             | Kriegsformation | Ende Juni 1915         | 1. April 1916       | Wurde Württ. Feldartillerie-Regiment Nr. 238.      |
| Artilleriestäbe                                                                     | Standort        | Gründung / Aufstellung | Auflösung           | Bemerkungen                                        |
| Württembergischer Artillerie-Kommandeur Nr. 26                                      | Kriegsformation | Mitte Februar 1917     | Dezember 1918       | War 26. Feldartillerie-Brigade (1. Königl-Württ.). |
| Württembergischer Artillerie-Kommandeur Nr. 27                                      | Kriegsformation | Mitte Februar 1917     | Nach Kriegsende.    | War 27. Feldartillerie-Brigade (1. Königl-Württ.). |
| Württembergischer Artillerie-Kommandeur Nr. 58                                      | Kriegsformation | Mitte Februar 1917     | Dezember 1918       | War 58. (Württ.) Feldartillerie-Brigade.           |
| Württembergischer Artillerie-Kommandeur Nr. 70                                      | Kriegsformation | Mitte Februar 1917     | Nach Kriegsende.    | –                                                  |
| Württembergischer Artillerie-Kommandeur Nr. 122                                     | Kriegsformation | Mitte Februar 1917     | Nach Kriegsende.    | War 26. (Württ.) Reserve-Feldartillerie-Brigade.   |
| Württembergischer Artillerie-Kommandeur Nr. 135                                     | Kriegsformation | 9. Februar 1917        | Nach Kriegsende.    | –                                                  |
| Württembergischer Artillerie-Kommandeur Nr. 141                                     | Kriegsformation | 9. April 1917          | Nach Kriegsende.    | –                                                  |
| Württembergischer Artillerie-Kommandeur Nr. 148                                     | Kriegsformation | 14. Juni 1917          | Nach Kriegsende.    | –                                                  |
| Württembergischer Artillerie-Kommandeur Nr. 149                                     | Kriegsformation | 21. Juni 1917          | Nach Kriegsende.    | –                                                  |
| Württembergischer Artillerie-Kommandeur Nr. 204                                     | Kriegsformation | 23. Februar 1917       | Ende Dezember 1918  | –                                                  |
| Württembergischer Artillerie-Kommandeur Nr. 242                                     | Kriegsformation | 24. Februar 1917       | Nach Kriegsende.    | –                                                  |